# استان سامسون
سامسون (به ترکی استانبولی: Samsun) نام یکی از ۸۱ استان ترکیه است که مرکز آن هم شهر سامصون است.
- مشارکت‌کنندگان ویکی‌پدیا. «Samsun Province». در دانشنامهٔ ویکی‌پدیای انگلیسی، بازبینی‌شده در ۸ ژانویه ۲۰۱۴.